# Mopsella studeri
Mopsella studeri är en korallart som beskrevs av Nutting 1911. Mopsella studeri ingår i släktet Mopsella och familjen Melithaeidae. Inga underarter finns listade i Catalogue of Life.